# 13 (număr)
13 (treisprezece) este un număr natural precedat de 12 și urmat de 14.

## În matematică
- Este al șaselea număr prim. În afară de el însuși, se divide doar cu 1.
- Este un număr prim circular.[1][2]
- Este un număr prim cubic generalizat.[3]
- Este un număr prim Labos.[4][5]
- Este un număr prim Pell.[6][7]
- Este un număr prim Pierpont.[8][9]
- Este un număr prim plat.[10][11]
- Este un număr prim slab.[12][13]
- Este un număr prim Solinas.[14][15]
- Este un număr prim subțire.[16][17]
- Este un număr prim trunchiabil la stânga.[18][19]
- Formează o pereche de numere prime gemene cu 11[20] și formează o pereche de numere prime verișoare cu 17 (diferența dintre cele două numere este de patru unități).[21]
- Este un număr stelat.[22][23]
- Este cel mai mic număr „mirp”, adică este un prim care nu este palindromic și, prin inversarea cifrelor, formează un alt număr prim (de la 13 obținem 31).[24]
- Este unul dintre cele trei numere prime Wilson cunoscute.[25]
- Este un număr Delannoy central.[26]
- Este un număr Fibonacci.
- Este un număr Markov.[27][28]
- Este un număr Mian-Chowla.[29][30]
- Este un număr fericit.[31][32]
- Este un număr centrat pătratic, mai exact este al treilea termen din șir.[33]
- Este un număr centrat dodecagonal.[34][35]
- Este un număr centrat icosaedric.[36]
- Este un număr norocos.[37]
- Cel mai mic număr care, dacă este ridicat la puterea a 4-a, se poate scrie ca suma a două numere pătrate perfecte consecutive: 134 = 1192 + 1202.
- Este un număr prim permutabil (deoarece și 31 este număr prim).[38]

### Lista unor calcule matematice
| Înmulțire | 1  | 2  | 3  | 4  | 5  | 6  | 7  | 8   | 9   | 10  |  | 11  | 12  | 13  | 14  | 15  | 16  | 17  | 18  | 19  | 20  |  | 21  | 22  | 23  | 24  | 25  |  | 50  | 100  | 1000  |
| --------- | -- | -- | -- | -- | -- | -- | -- | --- | --- | --- |  | --- | --- | --- | --- | --- | --- | --- | --- | --- | --- |  | --- | --- | --- | --- | --- |  | --- | ---- | ----- |
| (13)x     | 13 | 26 | 39 | 52 | 65 | 78 | 91 | 104 | 117 | 130 |  | 143 | 156 | 169 | 182 | 195 | 208 | 221 | 234 | 247 | 260 |  | 273 | 286 | 299 | 312 | 325 |  | 650 | 1300 | 13000 |

| Împărțire | 1        | 2        | 3        | 4        | 5        | 6        | 7        | 8        | 9        | 10       |  | 11       | 12       | 13 | 14        | 15       | 16       |
| --------- | -------- | -------- | -------- | -------- | -------- | -------- | -------- | -------- | -------- | -------- |  | -------- | -------- | -- | --------- | -------- | -------- |
| 13 ÷ x    | 13       | 6.5      | 4.3      | 3.25     | 2.6      | 2.16     | 1.857142 | 1.625    | 1.4      | 1.3      |  | 1.18     | 1.083    | 1  | 0.9285714 | 0.86     | 0.8125   |
| x ÷ 13    | 0.076923 | 0.153846 | 0.230769 | 0.307692 | 0.384615 | 0.461538 | 0.538461 | 0.615384 | 0.692307 | 0.762930 |  | 0.846153 | 0.923076 | 1  | 1.076923  | 1.153846 | 1.230769 |

| Puteri | 1  | 2    | 3       | 4        | 5          | 6           | 7           | 8            | 9             | 10             |  | 11             | 12              | 13              |
| ------ | -- | ---- | ------- | -------- | ---------- | ----------- | ----------- | ------------ | ------------- | -------------- |  | -------------- | --------------- | --------------- |
| 13x    | 13 | 169  | 2197    | 28561    | 371293     | 4826809     | 62748517    | 815730721    | 10604499373   | 137858491849   |  | 1792160394037  | 23298085122481  | 302875106592253 |
| x13    | 1  | 8192 | 1594323 | 67108864 | 1220703125 | 13060694016 | 96889010407 | 549755813888 | 2541865828329 | 10000000000000 |  | 34522712143931 | 106993205379072 | 302875106592253 |

## În gramatică
- În toate limbile germanice, denumirea pentru 13 este prima din șirul numerelor care se obține prin procesul de compunere; de exemplu, în engleză, numerele de la 0 la 12 prezintă denumiri proprii, iar 13 (thirteen) este un nume compus.

## În știință
- Este numărul atomic al aluminiului.[39]

### Astronomie
- NGC 13 este o galaxie spirală din constelația Andromeda.
- Messier 13 (Roiul Globular din Hercule) este un roi globular din constelația Hercule.
- În astronomie, se consideră existența a 13 constelații asociate cu semnele zodiacale; pe lângă cele 12 semne zodiacale tradiționale astrologiei, mai este inclusă și constelația Ofiucus.[40]
- 13 Egeria este o planetă minoră.
- 13P/Olbers este o cometă periodică din sistemul solar.

## În cultura populară

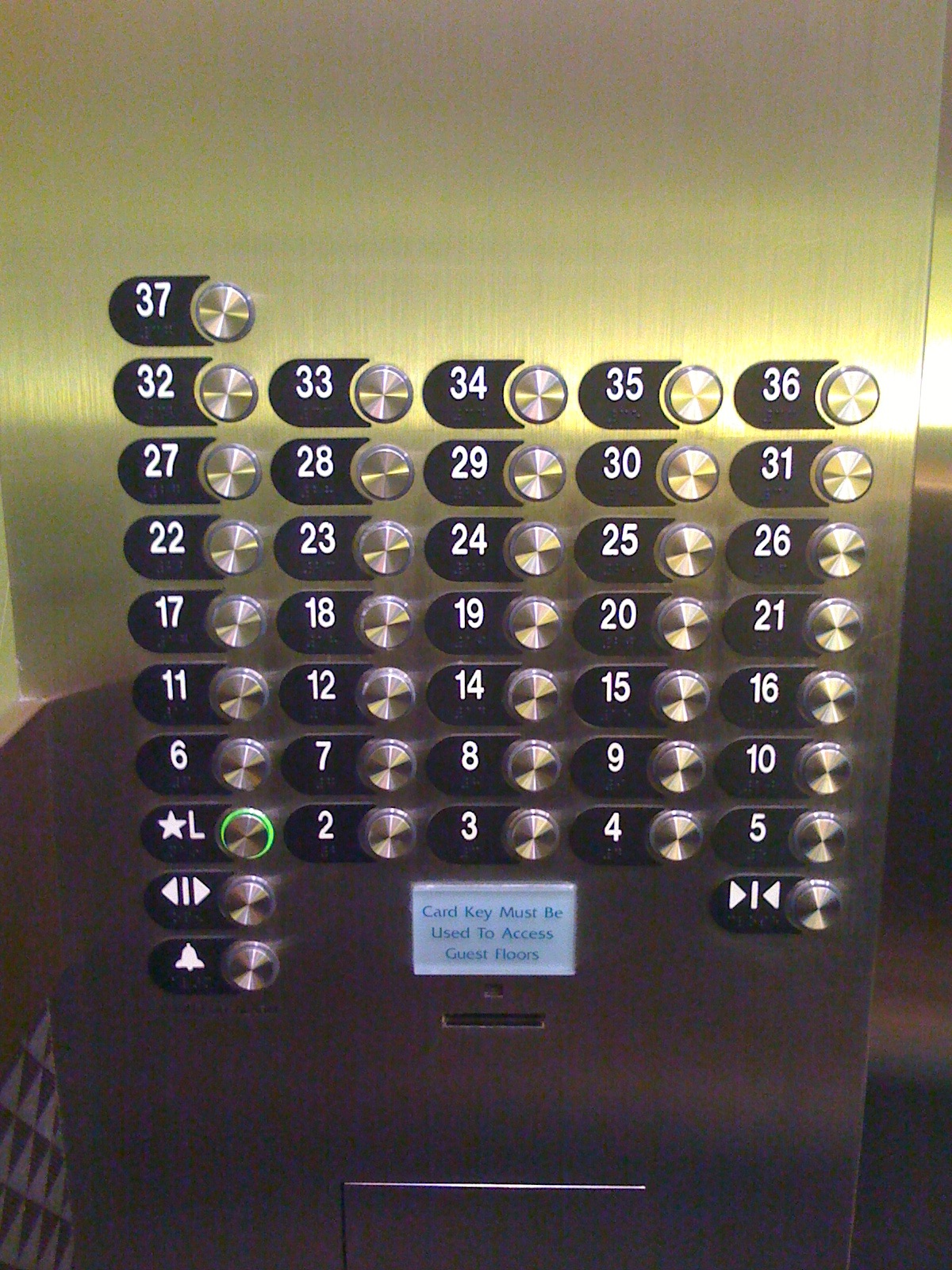
Exemplu de evitare a utilizării numărului 13, într-un ascensor (saltul de la 12 la 14).

### Noroc sau ghinion
În unele țări, numărul 13 este considerat un număr ghinionist, iar fobia de acest număr poartă denumirea de triskaidekafobie. Persoanele care suferă de această fobie încearcă să evite ghinionul stând la distanță de orice obiect care este numerotat sau etichetat cu numărul 13. În aceeași ordine de idei, există exemple de clădiri înalte sau hoteluri în care se găsesc notații alternative pentru etajul 13. De asemenea, Vineri 13 este considerată a fi o zi ghinionistă, o zi fatală în care se petrec nenorociri.
Pe de altă parte, există state în care numărul 13 este considerat a fi norocos. De exemplu, în Franța, înainte de Primul Război Mondial, 13 era utilizat ca simbol pentru noroc pe vederi. În Italia se utilizează expresia fare tredici (literalmente „a face 13”), care înseamnă a da lovitura.

## În televiziune
- Treisprezece la cină, film din 1985, cu detectivul belgian Hercule Poirot.
- 13th, un documentar din 2016.[45]
- 13, un musical din 2007.
- 13, un film din 2010.
- Thirteen, un film american din 2003.[46]
- Thirteen, un serial britanic de televiziune.
- 13 Tzameti, un film francez din 2005 ("Tzameti" înseamnă "13" în georgiană).[47]
- În suburbii (original Banlieue 13) este un film francez din 2004.
- 13 fantome, un film american din 1960.[48]

## În alte domenii
13 se mai poate referi la:
- Codul pentru departamentul francez Bouches-du-Rhône.
- Apollo 13, a treia misiune umană a NASA dezvoltată cu intenția de a coborî pe Lună.
- DN13, DN13A, DN13B, DN13C, DN13D, DN13E, drumuri naționale din România.